# Alec Douglas-Home
Alexander Douglas-Home, baron Home z Hirselu, (2. červenec 1903 – 9. říjen 1995) byl britský politik, člen Konzervativní strany a premiér. Byl posledním členem Sněmovny lordů jmenovaným předsedou vlády a jediným premiérem, který opustil horní komoru parlamentu a v doplňovacích volbách byl zvolen do Dolní sněmovny. Byl také jediným premiérem, který hrál kriket na vrcholové úrovni, a prvním narozeným ve 20. století.

## Mládí
Narodil se v Mayfair, části Westminsteru, jako nejstarší ze sedmi potomků Charlese Douglas-Homeho a jeho ženy Lilian. Navštěvoval Eton College a poté Christ Church v Oxfordu, kde studoval moderní historii. Roku 1936 se oženil s Elizabeth Alingtonovou.
Už na škole byl talentovaným hráčem kriketu a za kluby Middlesex CCC nebo Oxford University Cricket Club hrál tento sport na vrcholové úrovni. S klubem MCC se dokonce účastnil turnaje v Argentině.

## Politická kariéra
Poslancem parlamentu byl zvolen roku 1931 za skotský obvod Lanark. Jeho původ mu umožnil rychlý postup a v letech 1937 až 39 byl soukromým parlamentním tajemníkem Neville Chamberlaina. Roku 1938 onemocněl na tuberkulózu, což si vyžádalo dva roky léčení, a nemohl se tak zapojit do bojů druhé světové války.
Ve volbách roku 1945 své křeslo poslance ztratil, ale v následujících ho získal zpět. Nicméně poté, co po svém otci zdědil šlechtický titul, stal se členem Sněmovny lordů.
Zastával od roku 1955 nejen funkci ministra pro záležitosti Commonwealthu, ale od roku 1957 i funkci předsedy Sněmovny lordů a předsedy tajné rady. Tyto funkce roku 1960 opustil a stal se ministrem zahraničí.

## Premiér
18. října 1963 vůdce konzervativců a premiér Harold Macmillan ze zdravotních důvodů rezignoval a Alžběta II. pověřila sestavením vlády Douglas-Homeho. Původně nechtěl být premiérem, protože mu vyhovovalo členství v horní komoře a pozice ministra zahraničí. Po Macmillanově rezignaci jím byl navržen jako kompromisní kandidát na tuto pozici, protože někteří starší ministři odmítli stát se členy vlády, jejímž předsedou by byl favorit konzervativců Rab Butler.
Home si byl vědom, že by nebylo praktické vykonávat funkci předsedy vlády jako člen Sněmovny lordů. Na základě zákona přijatého na počátku roku 1963 se vzdal křesla v horní komoře parlamentu. Následující dva týdny tedy nebyl členem ani jedné komory parlamentu až do doby, kdy zvítězil v doplňovacích volbách za obvod Kinross & West Perthshire. Stal se tak jediným premiérem, který opustil horní komoru a byl následně zvolen do Dolní sněmovny.
Vlivem poklesu popularity předchozí vlády poznamenané Profumovým skandálem funkční období jeho vlády trvalo pouze jeden rok a poté, co byli konzervativci ve volbách roku 1964 poraženi, rezignoval.

## Pozdní období
Vůdcem Konzervativní strany zůstal až do července následujícího roku, kdy i z této pozice odstoupil. Jeho nástupcem se stal Edward Heath, vůči kterému byl Home loajální. Poté, co se Heath stal roku 1970 premiérem, vrátil se do vlády jako ministr zahraničí, a byl tak až do roku 2023 jediným britským premiérem, který poté, co opustil post předsedy vlády, vstoupil do další vedené jiným premiérem.
Roku 1974 se stáhl z politického života. Zemřel 9. října 1995 v Coldstreamu.